# Paraxizicus brevicercus
Paraxizicus brevicercus är en insektsart som beskrevs av Andrej Vasiljevitj Gorochov och Kang 2005. Paraxizicus brevicercus ingår i släktet Paraxizicus och familjen vårtbitare. Inga underarter finns listade i Catalogue of Life.